# Crioprosopus servillei
Crioprosopus servillei är en skalbaggsart som beskrevs av Audinet-serville 1834. Crioprosopus servillei ingår i släktet Crioprosopus och familjen långhorningar. Inga underarter finns listade i Catalogue of Life.